# Камелія Цекова
Камелія Ніколаєва Цекова (болг. Камелия Николаева Цекова; нар. 12 березня 1979) — болгарська борчиня вільного стилю, дворазова бронзова призерка чемпіонатів Європи.

## Життєпис
Боротьбою почала займатися з 1997 року.
Наприкінці спортивної кар'єри намагалась кваліфікуватись на Олімпійські ігри 2004 року, до дисциплін яких була вперше включена жіноча боротьба, але безуспішно.
Виступала за спортивний клуб «Василь Ілієв» Кюстендил. Тренер — Валерій Райчев.

## Спортивні результати на міжнародних змаганнях

### Виступи на Чемпіонатах світу
| Змагання                        | Збірна   | Вагова категорія          | Місце |
| ------------------------------- | -------- | ------------------------- | ----- |
| Чемпіонат світу з боротьби 2000 | Болгарія | жіноча боротьба, до 46 кг | 5     |
| Чемпіонат світу з боротьби 2001 | Болгарія | жіноча боротьба, до 46 кг | 8     |
| Чемпіонат світу з боротьби 2003 | Болгарія | жіноча боротьба, до 48 кг | 9     |

### Виступи на Чемпіонатах Європи
| Змагання                         | Збірна   | Вагова категорія          | Місце  |
| -------------------------------- | -------- | ------------------------- | ------ |
| Чемпіонат Європи з боротьби 2000 | Болгарія | жіноча боротьба, до 46 кг | Бронза |
| Чемпіонат Європи з боротьби 2001 | Болгарія | жіноча боротьба, до 46 кг | Бронза |
| Чемпіонат Європи з боротьби 2002 | Болгарія | жіноча боротьба, до 48 кг | 6      |
| Чемпіонат Європи з боротьби 2003 | Болгарія | жіноча боротьба, до 48 кг | 6      |
| Чемпіонат Європи з боротьби 2004 | Болгарія | жіноча боротьба, до 48 кг | 9      |

### Виступи на інших змаганнях
| Змагання                                                     | Збірна   | Вагова категорія          | Місце  |
| ------------------------------------------------------------ | -------- | ------------------------- | ------ |
| Міжнародний меморіал Дейва Шульца 2002                       | Болгарія | жіноча боротьба, до 48 кг | Срібло |
| Austrian Ladies Open 2003                                    | Болгарія | жіноча боротьба, до 48 кг | 6      |
| Тестовий турнір FILA 2004                                    | Болгарія | жіноча боротьба, до 48 кг | 13     |
| Олімпійський кваліфікаційний турнір з боротьби 2004 (Мадрид) | Болгарія | жіноча боротьба, до 48 кг | 5      |

### Виступи на змаганнях молодших вікових груп
| Змагання                                       | Збірна   | Вагова категорія          | Місце |
| ---------------------------------------------- | -------- | ------------------------- | ----- |
| Чемпіонат Європи з боротьби серед юніорів 1998 | Болгарія | жіноча боротьба, до 46 кг | 4     |
| Чемпіонат Європи з боротьби серед юніорів 1999 | Болгарія | жіноча боротьба, до 46 кг | 4     |
| Чемпіонат світу з боротьби серед юніорів 1999  | Болгарія | жіноча боротьба, до 46 кг | 6     |